# Marv Films
Ne doit pas être confondu avec Marv.
Marv Films (parfois uniquement Marv ou MARV) est une société de production de cinéma britannique fondée en 2004 par Matthew Vaughn.

## Logo(s)
Marv Films utilise différents logos selon les films.

## Filmographie
- 2004 : Layer Cake de Matthew Vaughn
- 2007 : Stardust, le mystère de l'étoile (Stardust) de Matthew Vaughn
- 2007 : Harry Brown de Daniel Barber
- 2010 : Kick-Ass de Matthew Vaughn
- 2010 : L'Affaire Rachel Singer (The Debt) de John Madden
- 2013 : Kick-Ass 2 de Jeff Wadlow
- 2015 : Kingsman : Services secrets (Kingsman: The Secret Service) de Matthew Vaughn
- 2015 : Les Quatre Fantastiques (The Fantastic Four) de Josh Trank
- 2016 : Eddie the Eagle de Dexter Fletcher
- 2017 : Kingsman : Le Cercle d'or (Kingsman: The Golden Circle) de Matthew Vaughn
- 2019 : Rocketman de Dexter Fletcher
- 2021 : The King's Man : Première mission (The King's Man) de Matthew Vaughn
- 2021 : Tetris de Jon S. Baird
- 2024 : Argylle de Matthew Vaughn